# Consulta provinciale degli studenti
Le consulte provinciali degli studenti (CPS) sono i principali organi istituzionali di rappresentanza degli studenti e delle studentesse della scuola secondaria previsti in Italia.
Istituite dall'articolo 6 del decreto del Presidente della Repubblica 10 ottobre 1996 n° 567, l’organo è dotato di capacità giuridica e autonomia progettuale e le sue competenze sono definite dal citato D.P.R. e possono essere integrate dai propri regolamenti o statuti interni. In ogni caso, le consulte provinciali degli studenti svolgono una funzione rappresentativa della comunità studentesca e consultiva e propositiva rispetto all'azione dell'Amministrazione scolastica e degli enti pubblici locali concernente le politiche sulla scuola, sui giovani e sugli studenti.
Collaborano con gli uffici scolastici locali per quanto concerne le attività sul territorio. Le consulte provinciali degli studenti di una stessa regione si riuniscono in appositi coordinamenti regionali (Co.R.)
Al massimo livello della rappresentanza studentesca, vi è invece il Consiglio Nazionale dei Presidenti delle Consulte Provinciali degli Studenti (CNPC), cui è deputata la rappresentanza nazionale degli studenti e delle studentesse in Italia.

## Funzioni
Le consulte provinciali degli studenti svolgono una triplice funzione: rappresentativa, consultiva e propositiva. Esse infatti garantiscono la rappresentanza ufficiale, nelle sedi istituzionali e nella società pubblica, degli studenti e delle studentesse della scuola secondaria, a tal fine promuovono proposte e progettualità e segnalano le istanze e le problematiche della comunità studentesca, concorrendone alla risoluzione.
Svolgono altresì un ruolo consultivo rispetto alle azioni e alle politiche sulla scuola, sui giovani e sugli studenti adottate dalle amministrazioni periferiche dello Stato, principalmente gli uffici scolastici regionali ed i propri ambiti territoriali, e dagli enti pubblici locali, come comuni, province, città metropolitane e regioni.
Le consulte provinciali degli studenti concorrono all'effettiva attuazione dello Statuto delle studentesse e degli studenti, con particolare riferimento ad azioni di orientamento, di sportello consultivo e eventuali lacune presenti.
Sono presenti sul territorio italiano 108 CPS (di cui una per le 107 aree con competenza amministrativa provinciale italiane, ad eccezione per le aree territoriali della Provincia del Sud Sardegna e della Città Metropolitana di Cagliari che sono rappresentate da un'unica CPS, quale appunto CPS Cagliari, e per la provincia autonoma di Bolzano, la quale ha 3 CPS distinte per le minoranze linguistiche), ciascuna formata da due rappresentanti delegati da ogni istituto di istruzione secondaria superiore della provincia.
Per il raggiungimento degli obiettivi e l'esercizio delle funzioni delle consulte provinciali degli studenti, il Ministero dell'Istruzione e del Merito assegna alle varie realtà locali dei fondi dal capitolo “Spese per iniziative finalizzate a promuovere la partecipazione delle famiglie e degli alunni alla vita scolastica. Spese per il sostegno del volontariato sociale”.

### Mandato
Le consulte provinciali degli studenti sono formate da due rappresentanti degli studenti eletti per ogni scuola secondaria di secondo grado, ivi comprese quelle paritarie, di una provincia.
Il mandato dei rappresentanti ha durata biennale. Gli eletti che per qualsiasi causa cessano dall'incarico o perdono i requisiti di eleggibilità, anche per aver conseguito il diploma, sono sostituiti dai primi dei non eletti nelle rispettive liste e, soltanto in caso di esaurimento delle liste, si procede ad elezioni suppletive.
L'incarico non presenta incompatibilità con tutti gli altri uffici della rappresentanza studentesca, così come la rappresentanza di istituto. Secondo gli statuti di alcune consulte provinciali degli studenti, la partecipazione a lavori di carattere tecnico o amministrativo può essere estesa anche a studenti e studentesse non eletti come rappresentanti.

### Natura giuridica e autonomia
La natura giuridica delle Consulte Provinciali degli Studenti non è ben definita, vista l'assenza di una normativa specifica. Esse sono sicuramente organi istituzionali, facenti parte del Ministero dell'Istruzione (come evidenziato nell'ambito del riordino degli organismi operanti presso il Ministero stesso di cui al D.P.R. n° 75/2007) e sono soggetti di diritto pubblico. Esse non godono tuttavia di alcune caratteristiche proprie degli enti pubblici come l'autonomia patrimoniale perfetta, difatti i finanziamenti, statali o di altri enti, utilizzati dalle Consulte sono gestiti, per gli aspetti amministrativo-contabili, da una scuola cassiera individuata dagli uffici scolastici locali. 
Delle Consulte Provinciali degli Studenti viene messa in particolare evidenza l'autonomia, sia a livello organizzativo e amministrativo che a livello operativo e progettuale.
Esse infatti stabiliscono autonomamente il proprio ordinamento interno e l'organizzazione dei propri lavori e delle proprie attività, attraverso l'approvazione dei propri regolamenti o, in alcune consulte, statuti. Per quanto invece attiene l'autonomia operativa e progettuale essa è evidenziata dai numerosi progetti e/o iniziative che vedono le Consulte stesse come promotrici attive e non semplicemente come soggetti inclusi; alcuni esempi possono essere la sottoscrizione di protocolli d'intesa con altre realtà istituzionali o economiche, la partecipazione attiva a progetti e iniziative e soprattutto il ruolo di protagonismo, gestione e responsabilità che hanno nell'ambito dell'organizzazione delle Giornate dell'Arte e della Creatività Studentesca.
I regolamenti delle consulte possono ispirarsi alle linee guida dei regolamenti delle Consulte. Nel rispetto del principio di imparzialità degli organi pubblici, le consulte provinciali degli studenti operano in un clima di imparzialità e apartiticità. 
A garantire l’imparzialità e l’apartiticità della consulte provinciali, sono i relativi presidenti. Ciononostante, sono diversi i presidenti di consulta che appartengono a diverse associazioni studentesche o giovanili di partito, come la Rete degli Studenti Medi, Gioventù Nazionale, l'Unione degli Studenti, la Federazione degli Studenti, Azione Studentesca e Fronte della Gioventù Comunista

## Organi provinciali
Le consulte provinciali degli studenti, attraverso i propri regolamenti e statuti, definiscono il proprio ordinamento interno. Gli unici vincoli posti dalla legge sono la presenza di un Presidente e un Consiglio di Presidenza, eletti direttamente dai membri della consulta. In ogni caso, i principali tre organismi che si sono diffusi e consolidati in tutte le consulte in Italia sono l'Assemblea, la Giunta e le commissioni.

### Assemblea Plenaria
I rappresentanti degli studenti eletti nelle varie scuole superiori, compongono l'Assemblea Plenaria, ovvero il principale organo deliberante della Consulta.
Le delibere della Consulta sono quindi assunte dall'Assemblea Plenaria, nel rispetto delle modalità indicate dai singoli regolamenti o statuti.
I regolamenti e gli statuti possono tuttavia prevedere ulteriori tipologie di atti interni, come atti di presidenza, delibere di Giunta, ecc..., da adottarsi nelle modalità indicate nello specifico.

### Giunta
La Giunta, la cui composizione è definita dai regolamenti e dagli statuti delle varie consulte (tendenzialmente dal Consiglio di Presidenza e dai presidenti delle commissioni), tende ad assumere la configurazione dell'organo competente nel coordinamento dei lavori della Consulta e nell'assicurare il suo funzionamento interno.
La Giunta, in alcune consulte provinciali, assume anche competenze in materia di definizione degli obiettivi, deliberazione di progetti e attività finanziaria.

### Commissioni
Le consulte provinciali degli studenti tendono ad articolarsi in commissioni tematiche di lavoro, ognuna con le proprie competenze tematiche. I compiti delle commissioni non sono tuttavia universalmente definite, esse infatti potrebbero anche occuparsi di una specifica porzione del territorio provinciale oppure perseguire un determinato obiettivo stabilito negli organi competenti.
Le modalità di costituzione delle commissioni sono definite dai singoli regolamenti e statuti, ma in via generale sono costituite con delibera dell'Assemblea Plenaria.

Nelle consulte provinciali di grande composizioni, funzioni particolari vengono assegnate ad organi specifici, come possono essere uffici di collaborazione del Presidente o consigli di presidenza.

## Organi regionali

### Coordinamento regionale
Per ogni regione, è istituito il coordinamento regionale delle consulte provinciali degli studenti (CoR), composto normalmente dai presidenti provinciali; ogni coordinamento ha libertà di adottare un regolamento che ne disciplini la composizione e le modalità organizzative.
I membri di quel consesso nominano un coordinatore regionale, portavoce delle istanze decise collegialmente.
Inoltre, il coordinamento regionale ha il compito di pianificare interventi di informazione sui temi della partecipazione studentesca in ragione delle esigenze che emergono dai territori di specifica competenza, coerentemente con le politiche giovanili e scolastiche che si vogliono proporre.

### Organo di garanzia
Il coordinamento regionale elegge internamente due rappresentanti che andranno a far parte dell'organo di garanzia regionale, organo misto genitori-studenti-scuola che ha lo scopo di giudicare in merito alla legittimità delle sanzioni disciplinari.

### Trentino-Alto Adige
Nel Trentino-Alto Adige, l'organizzazione delle consulte studentesche è significativamente diversa rispetto al resto d'Italia a causa dell'autonomia speciale delle due province. Questa autonomia conferisce alle province di Trento e Bolzano competenze che spesso appartengono alla regione nel suo complesso.

#### Provincia autonoma di Trento
Nel Trentino, c'è una sola consulta provinciale degli studenti il cui funzionamento e le cui normative sono molto simili alle direttive nazionali. Poiché non ci sono altre consulte nella provincia, il presidente della consulta trentina assume automaticamente il ruolo di Coordinatore Regionale presso l'Ufficio di Coordinamento Nazionale (UCN) per la provincia autonoma di Trento.

#### Provincia autonoma di Bolzano
Nell'Alto Adige/Südtirol, invece, ci sono tre consulte provinciali degli studenti, ciascuna rappresentante uno dei tre gruppi linguistici presenti nella provincia: tedesco, italiano e ladino. Queste tre consulte si alternano annualmente nel rappresentare la provincia presso l'Ufficio di Coordinamento Nazionale. Inoltre, a differenza delle consulte nel resto d'Italia, la carica degli studenti nell'Alto Adige ha una durata triennale anziché biennale.
Queste differenze organizzative sono il risultato dell'autonomia a statuto speciale della regione Trentino-Alto Adige, che conferisce alle due province autonome un'ampia autonomia decisionale e competenze specifiche, comprese quelle relative all'istruzione. Pertanto, le consulte studentesche sono adattate alle esigenze e alle caratteristiche particolari della regione.
Le tre consulte puntano a favorire la collaborazione e l'integrazione tra i tre gruppi linguistici; queste svolgono assemblee plenarie condivise per parlare di problematiche comuni e proporre progetti di collaborazione. Ciò è garantito nei primi 3 articoli del Regolamento, che sono comuni alle tre Consulte.

#### Collaborazione euroregionale
Nel corso del 2023, le tre consulte studentesche dell'Alto Adige e la consulta trentina hanno firmato un accordo di collaborazione che mira a identificare opportunità di cooperazione e condivisione di progetti e problematiche in tutta la regione "Trentino-Alto Adige".
Questo patto di collaborazione è stato esteso anche alla rappresentanza della regione del Tirolo in Austria, al fine di promuovere lo scambio di progetti e idee in tutto l'Euregio Tirolo-Alto Adige-Trentino e quindi la regione storica Tirolo. La prima seduta in congiunta tra la Consulta Trentina, Le consulte Altoatesine, e la rappresentante tirolese è avvenuta lunedì 27 marzo 2023 davanti al Presidente della provincia di Trento e presidente dell'Euregio Maurizio Fugatti, presentando il progetto di un abbonamento per la mobilità pubblica tra gli studenti di tutto il territorio dell'Euregio.

## Organi nazionali

### Consiglio dei presidenti
Il Consiglio Nazionale dei Presidenti di Consulta (in sigla CNPC) rappresenta il massimo organo consultivo nazionale per il Ministero dell'Istruzione e assicura una sede permanente di confronto e di rappresentanza degli studenti a livello nazionale. Esso è costituito dai presidenti delle CC.PP.SS. di tutte le province, i quali in tale sede hanno l'opportunità di scambiarsi informazioni, ideare progetti integrati, discutere dei problemi comuni delle CPS e di confrontarsi con il Ministro dell'Istruzione formulando pareri e proposte.
Ai sensi del proprio statuto, il consiglio nazionale:
- elabora proposte ed indicazioni progettuali con particolare attenzione al funzionamento di ogni sistema di partecipazione e rappresentanza degli studenti;
- esprime, su richiesta del Ministro o di propria iniziativa, pareri su azioni attinenti la partecipazione degli studenti e progettualità delle Consulte;
- esprime, su richiesta del Ministro o di propria iniziativa, proposte su interventi legislativi inerenti al sistema scolastico;
- promuove l’ideazione e la realizzazione di attività progettuali di rilevanza nazionale, comunitaria ed internazionale;
- coordina e cura lo scambio di informazioni relativamente alle attività delle Consulte Provinciali degli Studenti;
- promuove indagini conoscitive sulla condizione studentesca i cui risultati siano posti all’attenzione del Ministro.

Sono organi del consiglio nazionale: l'ufficio di coordinamento e le commissioni.

### Ufficio di coordinamento nazionale
I coordinatori regionali compongono l'Ufficio di coordinamento nazionale (UCN). Venne istituito nel 2013 con lo scopo di attuare le istanze proposte dal consiglio nazionale dei presidenti di consulta e dei coordinamenti regionali, eleggendo un portavoce.

## Elenco dei portavoce dell’Ufficio di coordinamento nazionale
| N° | Portavoce nazionale | Portavoce nazionale  | Consulta di elezione | Organizzazione politica    | Anno scolastico |
| -- | ------------------- | -------------------- | -------------------- | -------------------------- | --------------- |
| 1  |                     | Bilel Akkari         | Como                 | Rete degli Studenti Medi   | 2013-2014       |
| 1  | 2014-2015           | Bilel Akkari         | Como                 | Rete degli Studenti Medi   |                 |
| 2  |                     | Giovanni Di Bartolo  | Vibo Valentia        |                            | 2015-2016       |
| 3  |                     | Biase D'Andrea       | Campobasso           | Unione degli Studenti      | 2016-2017       |
| 4  |                     | Lorenzo Pedretti     | Monza e Brianza      | Federazione degli Studenti | 2017-2018       |
| 5  |                     | Alexander Fiorentini | Forlì-Cesena         | Rete degli Studenti Medi   | 2018-2019       |
| -  | vacante             | vacante              | vacante              |                            | 2019-2020       |
| -  | vacante             | vacante              | vacante              |                            | 2020-2021       |
| 6  |                     | Marco Scognamillo    | Sassari              |                            | 2021-2022       |
| 7  |                     | Walter Noli          | Sassari              | Gioventù Nazionale         | 2022-2023       |
| 8  |                     | Luca Santo           | Viterbo              | Azione Studentesca         | 2023-2024       |
| 9  |                     | Sanya Bonelli        | Matera               |                            | 2024-2025       |